# Imma albifasciella
Imma albifasciella är en fjärilsart som beskrevs av Arnold Pagenstecher 1900. Imma albifasciella ingår i släktet Imma och familjen Immidae. Inga underarter finns listade i Catalogue of Life.